# Pastel (manga)
ぱすてる (Pastel Pasuteru?) es un manga japonés escrito e ilustrado por Toshihiko Kobayashi, publicado en la revista japonesa de manga Weekly Shōnen Magazine en sus comienzos, pasando a partir del 2003 a ser publicado en Magazine Special desde entonces. Desde el capítulo 50 pasó a publicarse mensualmente.

## Argumento
Mugi Tadano es un joven de 16 años que vive solo. Su madre falleció hace años y su padre está siempre fuera de casa, en frecuentes viajes por su trabajo como fotógrafo. 
Cuando su primera novia, Hinako, lo deja para irse a vivir a Tokio, el termina con el corazón destrozado. Kazuki, el mejor amigo de Mugi, lo invita a trabajar con él en el chiringuito de su tía al lado de la playa, con la esperanza de ayudarlo a librarse de su depresión. Pero las cosas toman un giro total un día: mientras que estaba trabajando, termina espiando a una chica hermosa, Yuu Tsukisaki, mientras se quita la ropa para quedarse en bañador en un callejón detrás de la posada. Yuu, en lugar de enojarse, le pide 120 ¥ por "el espectáculo". Esta no sería la última vez que iba a saber de ella: al día siguiente Kazuki le pone en una cita a ciegas con nada menos que Yuu. Pasan un buen rato, pero un gran malentendido (algo que se convertirá en frecuente), espiando sin querer Mugi a Yuu en el baño, dará lugar a un nuevo distanciamiento. 
Más tarde, Kazuki le avisa que ella está tomando el ferry de vuelta a casa temprano. Claramente agitado, Mugi corre hacia el puerto con la intención de evitar perder otra relación con alguien en quien está interesada de raíz, evitar repetir el pasado. Abatido, temiendo que jamás volvería a verla, vuelve a su casa preparado para ir a buscarla... Sólo para descubrir que el padre de Mugi había prometido a Yuu y su hermana menor que vivieran con ellos, ya que el padre de ambas, que era amigo del padre de Mugi, había muerto recientemente.

## Personajes

### Personajes principales
Mugi Tadano (只野 麦 Tadano Mugi?)
El chico protagonista de la serie. Criado y habiendo vivido toda su vida en Onomichi, se ha criado casi toda su vida solo y siendo muy independiente tras el fallecimiento de su madre. Capaz de hacer las labores de casa, pequeñas reparaciones e incluso cocinar, en lo que llega a ser muy bueno. 
A pesar de que varias chicas han tenido sentimientos por él, es muy sencillo en general (apodado por su nombre como "trigo blando" al ser también mugi el nombre de esa planta) y además lento con esos temas, por lo que la mayoría de las veces no se percata hasta que es demasiado tarde.
Se enamoró a primera vista de Yuu, pero por diversas situaciones y en especial el miedo a que la situación se vuelva incomoda para ella, y al no tener con quien quedarse en principio, no le confiesa sus sentimientos. Aunque esa situación no puede durar para siempre...
Yuu Tsukisaki (月咲 ゆう Tsukisaki Yū?)
La chica protagonista de la serie. Ella elige aceptar la oferta del señor Tadano de vivir con si hijo tras el fallecimiento de su padre. De carácter firme, inteligente y responsable. Además, se vuelve rápidamente popular en la escuela y hace amigos fácilmente.
Aunque inicialmente niega tener sentimientos por Mugi, sus muestras de celos cuando este esta con otras chicas ponen en duda la veracidad de sus afirmaciones. O puede que sus propios sentimientos se clarifiquen con el tiempo, con dudoso resultado para el otro protagonista.

### Personajes secundarios
Tsukasa Tsukisaki (月咲 つかさ Tsukisaki Tsukasa?)
La hermana pequeña de Yuu. Muy activa, le encanta crear el caos y ser el centro de atención. Ella es más madura en temas sexuales que su hermana mayor, desconcertando a menudo a Mugi al adivinar sus pensamientos pervertidos. Tiende a hacer planes complejos y juegos con contenido pícaro. Con el tiempo, termina pareciéndose físicamente tanto a su hermana que le basta una peluca para hacerse pasar por ella.
Kazuki Sanmiya (三宮 一機 Sanmiya Kazuki?)
Mejor amigo desde la infancia de Mugi. Por su moreno, tienden a verle mayor de lo que es, e incluso es tomado a simple vista como un delincuente porque fuma, bebe, se mete a menudo en peleas y pilota una moto. Por ello, es popular entre las chicas.
Aun así, es rechazado totalmente por todas las chicas a las que se declara por ir "demasiado rápido y profundo" desde el principio, aunque puede que tenga un motivo más oculto...
Manami Sakiya (崎谷 まなみ Sakiya Manami?)
También amiga de Mugi desde la infancia. Ella se mudó al pueblo de pequeña, y aunque tuvo un primer encuentro accidentado con Mugi y Kazuki, terminan siendo inseparables. Su sentimientos siempre le jugará malas pasadas, dudando e incluso ocultando sus sentimientos durante demasiado tiempo.
Ken Tadano (只野 健 Tadano Ken?)
El padre de Mugi, de 43 años de edad. Es un fotógrafo profesional de la naturaleza. Por ello, suele estar fuera de casa largas temporadas sin que su hijo sepa cuando va a regresar. Le prometió a su amigo y padre de Yuu y Tsukasa hacerse cargo de ambas, promesa que ha mantenido. Tiende a "olvidar" comentar a su hijo las grandes decisiones que toma, hasta cuando lo involucran directamente. El también tendrá a lo largo de la historia sus propios asuntos amorosos.

## Manga
El manga está escrito por el mangaka Toshihiko Kobayashi. Los capítulos han ido apareciendo al comienzo casi semanalmente, y a partir del capítulo 50 mensualmente en las revistas de Kodansha Weekly Shōnen Magazine hasta 2003, y desde entonces en Magazine Special. El 17 de febrero de 2017, Kodansha publicó el último tomo, haciendo un total de 44 tomos.